# Isola Severnyj (Isole Vstrečnye)
L'isola Severnyj (in russo Остров Северный, ostrov Severnyj, in italiano "isola settentrionale") è un'isola russa che fa parte dell'arcipelago di Severnaja Zemlja ed è bagnata dal mare di Laptev.
Amministrativamente fa parte del distretto di Tajmyr del Territorio di Krasnojarsk, nel Distretto Federale Siberiano.

## Geografia
L'isola, che fa parte delle isole Vstrečnye, è situata lungo la costa settentrionale dell'isola Bolscevica, separata da essa dallo stretto Nezametnyj (пролив Незаметный, proliv Nezametnyj) (in quel punto largo circa 2 km). Si trova nella parte nord-orientale del golfo di Achmatov (залив Ахматова, zaliv Achmatova), 400 m a sud dell'isola Lišnij, tra il capo di Davydov (мыс Давыдова, mys Davydova) a nord-est e capo Dal'nij (мыс Дальний, mys Dal'nij) a sud-ovest. 300 m a ovest si trova un isolotto senza nome e 300 m a sud l'isola Južnyj; entrambe appartengono al gruppo delle Vstrečnye.
È di forma allungata in direzione nord-sud e misura 1,4 km di lunghezza e 500 m di larghezza. Non ci sono rilievi significativi; le coste sono irregolari e ripide.

## Isole adiacenti
- Isola Lišnij (oстров Лишний, ostrov Lišnij)), a nord.
- Isola Južnyj (остров Северный, ostrov Severnyj), a sud.
- Isolotto senza nome, a ovest.
- Isola Nizkij (остров Низкий, ostrov Nizkij), a sud.
- Isola Ostryj (остров Острый, ostrov Ostryj), a sud.